# L-ribuloza-5-fosfatna 4-epimeraza
L-ribuloza-5-fosfatna 4-epimeraza (EC 5.1.3.4, fosforibulozna izomeraza, ribuloza fosfat 4-epimeraza, -ribuloza-fosfat 4-epimeraza, -ribuloza 5-fosfatna 4-epimeraza, AraD, L-Ru5P) je enzim sa sistematskim imenom L-ribuloza-5-fosfat 4-epimeraza. Ovaj enzim katalizuje sledeću hemijsku reakciju
-ribuloza 5-fosfat {\displaystyle \rightleftharpoons } D-ksiluloza 5-fosfat
Za dejstvo ovog enzima je neophodan divalentni katjon.

## Literatura
- Nicholas C. Price; Lewis Stevens (1999). Fundamentals of Enzymology: The Cell and Molecular Biology of Catalytic Proteins (Third изд.). USA: Oxford University Press. ISBN 019850229X.
- Eric J. Toone (2006). Advances in Enzymology and Related Areas of Molecular Biology, Protein Evolution (Volume 75 изд.). Wiley-Interscience. ISBN 0471205036.
- Branden C; Tooze J. Introduction to Protein Structure. New York, NY: Garland Publishing. ISBN 0-8153-2305-0.
- Irwin H. Segel. Enzyme Kinetics: Behavior and Analysis of Rapid Equilibrium and Steady-State Enzyme Systems (Book 44 изд.). Wiley Classics Library. ISBN 0471303097.

## Spoljašnje veze
- L-ribulose-5-phosphate+4-epimerase на 